# Petites Filles des Sacrés-Cœurs de Jésus et Marie
Les Petites Filles des Sacrés-Cœurs de Jésus et Marie (en latin : Congregationis Parvarum Filiarum a Sacris Cordibus Iesu et Mariae) sont une congrégation religieuse féminine enseignante et hospitalière de droit pontifical.

## Historique
La congrégation est fondée à Parme par le père Augustin Chieppi (1830-1891) avec Anne Micheli (1828-1871) pour l’enseignement de la jeunesse du peuple et l’assistante des nécessiteux. Le vendredi 14 avril 1865, le père Chieppi accueille la première profession religieuse d'Anne Micheli et de quatre de ses compagnes.
L'institut est érigé en institut religieux de droit diocésain le 8 décembre 1905 ; il reçoit le décret de louange le 10 mai 1941 et l'approbation définitive du Saint-Siège le 13 juin 1949.
Le fondateur est reconnu vénérable le 21 décembre 1992et Eugénie Picco (1867-1921 ), supérieure générale de 1911 à sa mort est béatifiée en 2001.

## Activités et diffusion
Les Petites Filles des Sacrés-Cœurs se dédient à l’assistance des orphelins et enfants abandonnés, à l'enseignement des jeunes ainsi qu'aux soins aux malades et des personnes âgées.
Elles sont présentes en:
- Europe : Italie, Suisse.
- Amérique : Chili, Pérou.
- Afrique : République démocratique du Congo.

La maison-mère est à Parme. 
En 2017, la congrégation comptait 229 sœurs dans 29 maisons.